# Mundo islámico

Naciones que adoptan o reconocen la religión islámica en sus distintas variantes como oficial representados con el porcentaje de creyentes sobre la población. En verde los suníes, en rojo los chiíes y en azul los ibadíes, este último dominante únicamente en Omán.

Se entiende por mundo islámico a todos aquellos países que tienen el islam como religión mayoritaria. Son un grupo de países muy diversos que van desde monarquías constitucionales como Marruecos y monarquías absolutistas como Arabia Saudita a repúblicas (democráticas y dictatoriales) como Turquía y Sudán y regímenes teocráticos como Irán. Entre ellos, existen países que tienen leyes de corte occidental centradas en el islam y países cuya única ley es la sharia. Un problema político importante en algunos de estos países es el auge del fundamentalismo islámico que desafía el orden legalmente establecido y trata de implantar por la fuerza un sistema político basado en una concepción arcaica de la religión musulmana.
El mundo islámico incluye a la mayoría de los países en los que se asentó el islam clásico durante la Edad Media y la Edad Moderna. 
En África los países: Argelia, Burkina Faso, Chad, Comoras, Yibuti, Egipto, Gambia, Guinea, Guinea-Bissau, Libia, Malí, Mauritania, Marruecos, Níger, Nigeria, Senegal, Sierra Leona, Somalia, Sudán y Túnez. Así como otros países africanos tienen una población musulmana significativa como: Camerún, Gabón, Mozambique, Togo,  Uganda,  Kenia y Tanzania.
En América: Guyana, Surinam y Trinidad y Tobago tienen una población musulmana significativa pero no es mayoritaria.
En Europa: Albania, Bosnia y Herzegovina, y Kosovo, este último parcialmente reconocido a nivel internacional. Rusia considera el islam como una parte importante del código cultural ruso, además de ser la segunda religión con mayor número de creyentes en el país.
En Asia: Afganistán, Arabia Saudita, Azerbaiyán, Baréin, Bangladés, Brunéi, Emiratos Árabes Unidos, Indonesia, Irán, Irak, Jordania, Kazajistán, Kuwait, Kirguistán, Líbano, Malasia, Maldivas, Omán, Pakistán,  Palestina, Catar, Siria, Tayikistán, Turkmenistán, Turquía, India, Uzbekistán y Yemen.
Es similar la expresión Dar al-Islam (Tierra del Islam), aunque esta tiene un valor más reivindicativo y religioso.

## Las tensiones delGolfo Pérsico
El acuerdo nuclear negociado entre Estados Unidos, Francia, el Reino Unido, Alemania, China, Rusia e Irán en 2015  abrió una vía a Irán para que, a cambio del levantamiento de todas las sanciones, renunciara a la ambición de hacerse con armas nucleares.  Israel y Arabia Saudí se opusieron ya que temían que el deshielo de las relaciones con su rival se realizara a costa de sus intereses.
En el año 2018 Estados Unidos se retiró del acuerdo internacional sobre el programa iraní lo que provocó que se aumentaran las tensiones en el Golfo pérsico.
El 5 de mayo de 2019 Estados Unidos anunció el despliegue de portaaviones y de bombarderos en Medio Oriente lo que llevó que el 8 de mayo del mismo año Irán anunciara que dejaría de limitar sus reservas de agua pesada y de uranio enriquecido, medida a la que se habían comprometido y habían acatado según la Agencia Internacional de la Energía Atómica (AIEA) el 2015 en el marco del acuerdo internacional para limitar el programa nuclear.
Tras la salida de Donald Trump de la Casa Blanca, el 29 de noviembre de 2021 se reanudaron oficialmente las negociaciones entre Irán y la Unión Europea. A la cita asistieron representantes de China, Francia, Alemania, Rusia, Reino Unido e Irán para continuar "las discusiones sobre la perspectiva de un posible regreso de los Estados Unidos al JCPOA y cómo garantizar la implementación total y efectiva del acuerdo por todas las partes". En marzo de 2022 el portavoz del Departamento de Estado, Ned Price, afirmó que "estamos cerca de un posible acuerdo, pero aún no hemos llegado a eso". Sin embargo el 11 de marzo de 2022 las negociaciones para reactivar el acuerdo que en 2015 impidió que Irán pudiera hacerse con un arma nuclear se suspendieron temporalmente debido a "factores externos" justo cuando el documento estaba prácticamente listo. 

## Las tensiones en el Magreb
El Magreb sufre, también, las consecuencias del integrismo islámico. Egipto y Argelia tienen partidos islámicos que han optado por el terrorismo como forma de hacer llegar sus posturas al poder. 
La Libia de Muammar al-Gaddafi ha sufrido en numerosas ocasiones ataques diplomáticos de Estados Unidos, al ser acusada de ser un centro activo del terrorismo internacional. Se trata de un extraño régimen a medio camino entre el socialismo y el islamismo. 
Los países más estables de la zona son Túnez y Marruecos, aunque tienen grandes problemas económicos. Marruecos es la plataforma en la que se encuentran todas las personas de los países africanos que intentan entrar ilegalmente en Europa. Su aventura consiste en cruzar la frontera de Ceuta y Melilla o atravesar el estrecho de Gibraltar en pateras. Últimamente también se aventuran a atravesar el Atlántico hasta las islas Canarias. Este intento frecuentemente termina con la muerte, o la repatriación en el mejor de los casos. Otro conflicto marroquí se encuentra en la frontera sur. Desde 1975, en que España abandonó el Sáhara, Marruecos ocupó la zona en contra del pueblo saharaui. Con ello, el Frente Polisario pasa de luchar contra España a hacerlo contra Marruecos. El Frente Polisario reclamaba el derecho de autodeterminación para el Sáhara. Este derecho fue reconocido por la ONU, pero hasta la fecha no se ha convocado el referéndum y el Frente Polisario ha luchado contra Marruecos con guerra de guerrillas.
En 2011 miles de manifestantes en Yemen salieron a las calles de la capital, Saná, para pedir la salida del presidente Ali Abdullah Saleh. En Egipto, sumaron más de seis los muertos por las protestas en contra del presidente Hosni Mubarak. Todo comenzó en Túnez, donde tras semanas de movilizaciones contra la corrupción, el hambre y el desempleo, la presión popular logró la salida del presidente Zine al-Abdine Ben Ali.

## El integrismo islámico en los países delnorte de África
El problema del integrismo islámico surge tras el golpe de Estado de los chiitas en Irán en 1979. Ellos organizan el Estado tomando como ley la sharia. Desde ese momento en todo el mundo islámico han surgido movimientos buscando en sus respectivas naciones la instauración de esta, cuyo extremo más radical en un estado de derecho se da en Afganistán con el gobierno de los talibanes, así como en parte de Siria e Irak se ha visto aplicada de forma extrema y autoritaria por el ISIS. 
La situación política en los países islámicos oscila bastante entre diferentes naciones, habiendo países con estados fallidos o muy desestabilizados como Irak, Libia o Afganistán, monarquías donde el soberano se considera descendiente de Mahoma, como es el caso de Jordania, Marruecos o Arabia Saudita, repúblicas presidenciales como Turquía, o repúblicas parlamentarias como Pakistán y Bangladés. Cuando el integrismo islámico no es capaz de acceder al poder para organizar el Estado según sus preceptos, optan por la solución terrorista, ya que su misión es «difundir el bien y prohibir el mal» a través de la yihad, la guerra santa y la toma del poder político para aplicar los principios islámicos a través de las instituciones públicas de la comunidad. Los fundamentalistas islámicos tienen intención de conquistar el poder político para organizar toda la sociedad según su entender y creencias religiosas, con una interpretación y aplicación estricta del Corán. Para ello, disponen de un instrumento, la yihad, que interpretan que les permite optar por el terrorismo para conseguir sus objetivos. Como organizar la sociedad de este modo contraviene los Derechos Humanos, su pretensión choca con gran resistencia, sobre todo en los países donde el islam no es oficial o no es la religión predominante. 
Egipto es una república con elecciones libres y una constitución (1971). Los intereses europeos, y mundiales, en Egipto son muy grandes, no solo por el turismo sino, sobre todo, por el paso el canal de Suez. El integrismo islámico hizo su aparición en las elecciones de 1992, pero gracias a la presión internacional les hizo fracasar. Se desató una campaña terrorista contra los turistas occidentales, pero el ejército ha ido controlando la situación y hoy en día están controlados. Debido a su opción terrorista no se les ha vuelto a permitir presentarse a las elecciones. 
Libia es una república, era una dictadura dominada por Muammar al-Gaddafi hasta la guerra de Libia de 2011 que acabó con su muerte. Su dictadura era una extraña mezcla de islamismo, nacionalismo y socialismo, típica de la guerra fría, en la que no se permitía la disidencia. Actualmente, es considerado un Estado fallido en permanente conflicto interno.
Túnez es una república. Durante los años 70 y 80 fue un estado islámico socialista de estilo libio. En 1989 se celebran elecciones libres. Las autoridades han tomado duras medidas contra los integristas islámicos, y no les permiten presentarse a las elecciones. Actualmente es uno de los países con más estabilidad en África del Norte. 
Argelia es una república socialista desde 1989. El país estuvo dominado desde la independencia por el FLN (Frente de Liberación Nacional) que luchó contra los franceses. En las elecciones de 1990, los fundamentalistas del FIS (Frente Islámico de Salvación) derrotaron al FLN por un margen abrumador. En 1992, ante el temor de que los fundamentalistas islámicos se hicieran con el control del Parlamento, un grupo de militares y funcionarios civiles declararon el estado de emergencia, suspendieron el Parlamento y establecieron un nuevo Comité Superior de Estado con Mohamed Budiaf como presidente. Esto precipitó un conflicto violento entre el gobierno, las fuerzas de seguridad y los extremistas islámicos. Budiaf fue asesinado en 1992 y reemplazado por un Consejo Supremo. Desde entonces el FIS aterrorizó a la población con cientos de muertos durante años. 
Marruecos es una monarquía en la que el rey Mohamed VI es el comendador de los creyentes, y por lo tanto la única autoridad civil y religiosa. Los fundamentalistas, los Hermanos Musulmanes, marroquíes no aceptan esta autoridad, por lo que no se les permite presentarse a las elecciones, y se les margina en los puestos del estado. No obstante, se considera que son mayoría en el país, gracias a su labor asistencial. Sus líderes no apoyan la opción terrorista. 
Sudán, país donde convivían cristianos y musulmanes, es una república dominada hasta 2019 por la dictadura de Omar Hasan Ahmad al-Bashir. Aquí hubo un movimiento integrista que accedió al poder tras unas elecciones en 1983 e instaurando la ley islámica. Como reacción se formó el Movimiento para la Liberación del Pueblo del Sudán (cristianos y animistas), que derribó el gobierno en 1985. En 1989 Omar Hasán al Bashir dio un golpe de Estado y desde entonces hubo una guerra civil entre el estado sudanés y el Movimiento para la Liberación del Pueblo del Sudán y un conflicto social entre cristianos y animistas en el sur y musulmanes en el norte que terminó con la secesión del sur cristiano en 2011 con la proclamación de Sudán del Sur, conformándose como una nación cristiana. Actualmente se encuentra en una situación de guerra de guerrillas atacando las aldeas cristianas de Sudán del Sur. 
Chad es una república en la que los musulmanes no superan el 45% de la población. Estos se concentran en el norte y desde la independencia (1960) han estado en guerra, hasta 1993. 
Malí es una república que en 1992 se aprobó una nueva Constitución que permitía el pluralismo político, y fue elegido presidente Alpha Oumar Konaré. En 1993 se produjeron levantamientos estudiantiles en Bamako; ese mismo año hubo un intento de golpe de Estado fracasado, por parte de seguidores de Traoré, dictador militar que había gobernado el país luego de derrocar al socialista Modibo Keita. Los fundamentalistas son minoritarios. 
Mauritania es una república que en 1980 adoptó la sharia. Ante las crecientes presiones internas en 1991 se dotó al país de una nueva Constitución y se legalizaron los partidos de la oposición.

## Conflictos con lospaíses occidentales
Los conflictos entre sociedades islámicas y aquellas tradicionalmente occidentales tienen orígenes remotos e históricamente han tenido como trasfondo no solo las diferencias religiosas sino también en los planteos políticos de como organizar la sociedad, además de los conflictos por intereses territoriales, económicos, etc. 
Existen tres ejes de conflicto entre Occidente y el Mundo Islámico que son la lucha por el control del mercado petrolífero mundial, el conflicto entre modelos de organización social y política y los conflictos de creencias entre distintos sistemas religiosos. 
Los conflictos religiosos están presentes desde el origen mismo de las relaciones entre el mundo occidental y el islámico, y los conflictos con motivos religiosos más destacados han sido las Cruzadas entre cristianos y musulmanes por el control de Jerusalén, ciudad considerada sagrada para ambas religiones. Dentro de las distinciones que puede hacerse entre las sociedades occidentales y musulmanes en sus diversas formas, c ha habido numerosos conflictos políticos y territoriales entre ambos por motivos de control, poder o expansión territorial así como distintos conflictos que motivados tanto por la expansión territorial de entidades políticas como por la expansión del islam, como han sido las invasiones islámicas en Europa que han influenciado notablemente la cultura de los países europeos, la conquista de Egipto frente al Imperio Bizantino, la conquista de potencias occidentales de territorio habitado por mayoría musulmana, como es el caso del norte de África y gran parte de Medio Oriente durante finales del siglo XIX y principios del siglo XX perdido por el Imperio Otomano frente a las potencias occidentales, destacando los territorios perdidos frente al Reino Unido y Francia en la Primera Guerra Mundial posteriormente Italia en la Guerra ítalo-turca
Por otro lado, dentro del mundo islámico cabe destacar como foco de conflicto al Golfo Pérsico que es una de las regiones más importantes de la actividad petrolífera en el mundo, razón por la cual ha sido siempre conflicto entre diferentes intereses económicos y debido a lucha por el control del mercado y la producción de petróleo ha sido eje de así como de integrismo islámico ha provocado que la región sea una de las más tensas del planeta. El primer conflicto entre el mundo occidental y musulmanes con motivos energéticos se dio durante la Segunda Guerra Mundial en 1941 con la Invasión anglo-soviética de Irán que provocó el derrocamiento del Sha de Persia, Reza Jan Pahlavi, cuyo gobierno simpatizaba abiertamente con la Alemania Nazi, asegurando así la ocupación de las grandes refinerías en el Cáucaso, muchas de ellas propiedad de la Anglo-Persian Oil Company, y destinándose a abastecer a los soviéticos en la guerra contra Alemania en Europa Oriental y a los británicos contra el Imperio de Japón en el Sudeste Asiático. Los conflictos con motivos energéticos, así como los intereses de las potencias occidentales, se han incrementado notablemente en la región desde la Crisis del petróleo de 1973 motivada por el conflicto de intereses entre productores y exportadores de petróleo, los países del golfo, y los importadores y consumidores europeos y estadounidenses. 
Entre 1980 y 1988 se desarrolla una guerra entre Irán e Irak. En Irán se ha producido una revolución del integrismo islámico Chiismo/chiita, que podría tener posibilidades de extenderse por todos los países islámicos. En 1990 Irak invade Kuwait, un importante productor de petróleo, y con la intervención en 1991 de los Estados Unidos para liberar Kuwait entrando en guerra con Irak, se dio inicio a la guerra del Golfo. La guerra termina con la liberación de Kuwait, sin embargo, desde entonces hubo tensiones entre el gobierno de Sadam Huseín y los Estados Unidos que llegó a sus cuotas más altas el 20 de marzo del 2003, con la invasión del país por parte de EE. UU. y el Reino Unido, que dio inicio a la segunda guerra del Golfo, derrocando y ejecutando a Sadam Huseín dando inicio a un proceso de ocupación que terminó en agosto de 2010 con la marcha de las tropas estadounidenses. 
Dentro de este contexto y englobando estos factores, uno de los focos de conflicto desde mediados del siglo XX y que continúa hasta el día de hoy es el conflicto palestino-israelí que se origina con la creación y existencia del Estado de Israel, considerado para la gran mayoría de los musulmanes como injusta e ilegítima, además de considerarlo hostil hacia sus creencias y su estabilidad. Muchos musulmanes fundamentan que el problema que hay entre los estados islámicos e Israel es el sionismo, haciendo una clara distinción entre judaísmo y sionismo y defendiendo la postura de que no se trata de intolerancia religiosa de parte de islámicos, sino que el conflicto árabe-israelí se trataría de un conflicto entre el grupo étnico árabe y los hebreos que ocupan la tierra árabe, argumentando que no se trata de una guerra entre el Islam y el Judaísmo. Israel como estado-nación mantiene conflictos constantes con el Estado de Palestina con el cual mantiene una disputa territorial y una situación de conflicto permanente entre las Fuerzas de Defensa de Israel y grupos extremistas de población palestina tales como Hezbolá, que pregonan por recuperar el territorio otorgado a Israel por la fuerza y denuncian que el Estado de Israel está cometiendo violaciones hacia los derechos humanos de la población palestina. Sin embargo, las relaciones que tiene y que ha tenido Israel no han sido las mismas con los distintos estados del mundo islámico; Israel mantiene relaciones comerciales y diplomáticas con muchos países musulmanes, destacando a Marruecos y a Turquía, que son los países musulmanes que mantienen las relaciones más amistosas con Israel. Otros Estados, como Egipto y Jordania han iniciado relaciones diplomáticas con Israel además de firmar varios tratados de paz. Sin embargo, Israel ha tenido conflictos diplomáticos y hasta armados con varios países además de Palestina, tales como Egipto o Líbano, y que recibieron el apoyo de muchos países islámicos, así como varios países islámicos no reconocen a Israel como un estado legítimo, como es el caso de Baréin o Bangladés. De la misma forma, ha tenido relaciones cambiantes con algunos países como es el caso de Irán; antes de la Revolución Iraní, Persia e Israel mantenían excelentes relaciones bilaterales, pero actualmente Irán, se opone a la política  de Israel, así como Israel, junto con los Estados Unidos, afirman que Irán es peligroso para la estabilidad mundial y que tiene posesión de armas nucleares. Además de Palestina, Israel mantiene disputas territoriales con Siria, Jordania y el Líbano. 
Dentro de este contexto, otro conflicto entre el mundo islámico y el occidental tiene relación con las armas nucleares. Las pruebas nucleares realizadas por Pakistán en 1998 trajeron consigo sanciones por parte de los Estados Unidos. Después de la guerra del Golfo las Naciones Unidas impusieron sanciones a Irak para evitar que desarrollase armas de destrucción masiva. Estas sanciones duraron una década y sus consecuencias para la población se intentaron paliar con el programa Petróleo por Alimentos. Actualmente Irán es el punto de mira de las Naciones Unidas por las sospechas de que esté fabricando armas nucleares.